# Hazlewood Castle

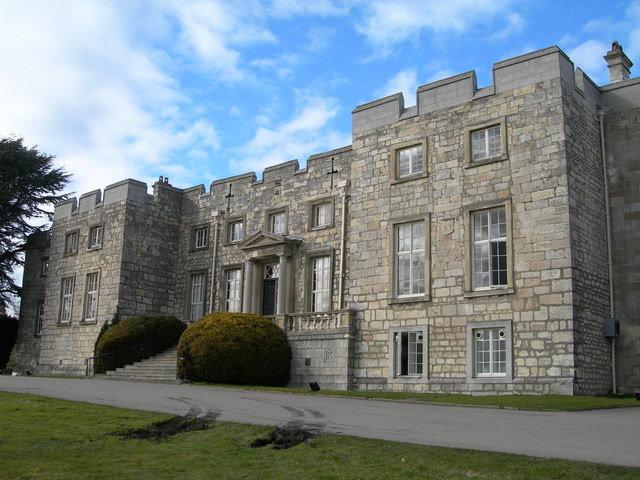
Hazlewood Castle

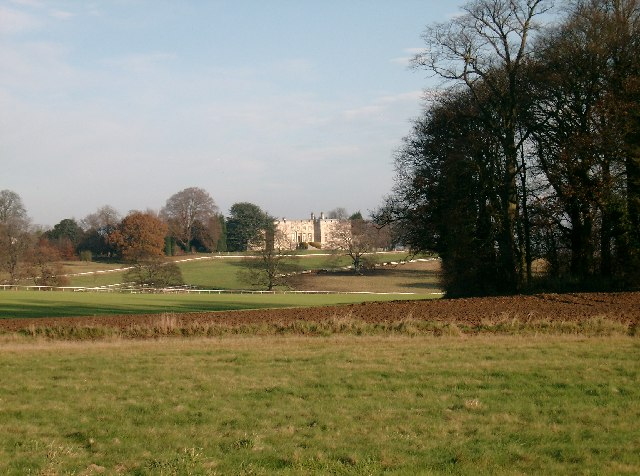
Hazlewood Castle

Hazlewood Castle ist ein Landhaus zwischen Aberford und Tadcaster in der englischen Verwaltungseinheit North Yorkshire. Heute wird es als Hotel genutzt. English Heritage hat es historisches Bauwerk I. Grades gelistet.
Von dieser Stelle aus konnte man das Schlachtfeld der Schlacht von Towton 1461 überblicken und während der Verfolgung der Katholiken in der Regierungszeit Heinrichs VIII. war dort ein Zufluchtsort für katholische Priester.

## Geschichte
Die ersten Aufzeichnungen über ein Haus an dieser Stelle finden sich im Domesday Book von 1086. Dort steht, dass es einem Sir Mauger the Vavasour („Vavasour“ ist eine Art Unterpächter) gehörte und er dort wohnte. Hazlewood verblieb dann über 900 Jahre lang in den Händen von Nachkommen der Familie Vavasour. Im zweiten Krieg der Barone (1264–1267) wurde das Haus von einem feindlichen Zweig der Familie niedergebrannt. 1283 ließ es Sir William Vavasour wieder aufbauen und 1290 wurde es befestigt.
1217 war Robert Vavasour der Sheriff of York und eine Statue von ihm wurde zum Gedenken an seine Spende von Steinen aus seinem Steinbruch in Tadcaster für den Erhalt der Kathedrale am Tor des York Minster angebracht.
Sir William Vavasour (1514–1566) war 1548 und 1563 High Sheriff of Yorkshire und 1553 Parlamentsmitglied für den Wahlkreis Yorkshire. Sein Sohn, John Vavasour, beherbergte in der Nacht vom 27. auf den 28. Januar 1569 die schottische Königin Maria Stuart, als diese auf ihrem Weg vom Bolton Castle zum Tutbury Castle durch Wetherby kam.
John Vavasour wurde 1610 als Katholik verurteilt. Sein Neffe und Erbe, William Vavasour, wurde fünf Jahre lang im Newgate-Gefängnis aus demselben Grunde eingesperrt. Williams Sohn Thomas Vavasour, wurde zur Zahlung einer jährlichen Strafe verurteilt, auch wenn er 1628 zum Baronet ernannt wurde. Der zweite Baronet war im englischen Bürgerkrieg Royalist und war gezwungen, nach  Frankreich zu fliehen, von wo er erst 1660, nach der Stuart-Restauration, zurückkehrte.
Unter dem 6. Baronet wurde das Haus von Grund auf modernisiert. Mit dem Tod des 7. Baronets 1826 verfiel der Titel des Baronets und das Anwesen fiel an Edward Stourton, einen entfernten Verwandten. 1828 nahm er den Namen Vavasour an und wurde zum 1. Baronet Vavasour (zweite Ernennung) ernannt. Im Jahre 1908 verkaufte die Familie Vavasour Hazlewood Castle und kaufte für den Erlös ein Weingut in Awatere in Neuseeland. Danach wechselten die Eigentümer des Anwesens häufig. Zuerst gehörte es einem Solicitor manes ‘’Simpson’’, dessen Familie es bis 1953 besaß. Im Zweiten Weltkrieg und dann bis 1953 allerdings diente das Haus als Geburtsklinik. Dann gehörte es wenige Jahre lang der Familie Fawcett und wurde 1958 an Donald Hart verkauft, der es wiederum 1971 als Seniorenheim für Karmelitenbrüder weiterverkaufte. 1996 wurde das Haus erneut weiterverkauft und 1997 wurde es nach einer Restaurierung als Hazlewood Castle Hotel-Restaurant-Cafe und Kochschule unter der Leitung von Richard Carr, John Benson-Smith und Alison Benson-Smith eröffnet. Hazlewood Castle gewann Preise als Hotel of the Year, Restaurant of the Year und auch Chef of the Year. Auch wirkte der Chefkoch John Benson-Smith als Juror bei BBC Master Chef mit.